# Villa Madama

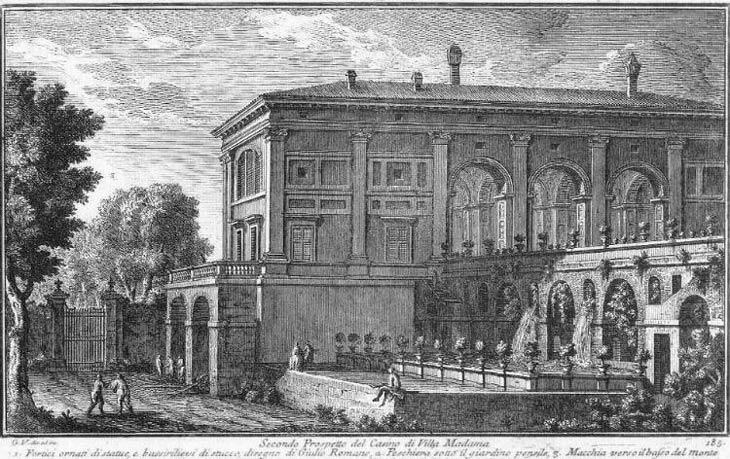
Villa Madama (incisione di Giuseppe Vasi - 1761)

Villa Madama è una villa suburbana di Roma situata sulle pendici del Monte Mario, sul lato destro del Tevere nelle vicinanze del Foro Italico, nel Municipio XVII. Viene usata come sede di rappresentanza dalla Presidenza del Consiglio dei ministri e dal Ministero degli Affari Esteri della Repubblica Italiana.

## Storia

### Costruzione
I lavori per la sua costruzione cominciarono nel 1518, sotto il papato di Leone X (Giovanni di Lorenzo de' Medici), per volere del cugino cardinale Giulio de' Medici. Nel periodo successivo al Medioevo, infatti, la nuova società romana usciva dai palazzi oscuri e fortificati entro le mura, per godere di sereni soggiorni nelle ville di campagna. In quegli anni, suscitò molto clamore il fasto e l'eleganza della villa, detta in seguito la "Farnesina", voluta dal banchiere Agostino Chigi e realizzata da Baldassarre Peruzzi a via della Lungara. Anche il futuro Papa, pertanto, volle commissionare l'edificazione di una villa di campagna su di uno sperone alle pendici di Monte Mario.
A tal proposito incaricò Raffaello Sanzio di eseguire il progetto, e Antonio da Sangallo il Giovane (aiuto di Raffaello nel cantiere di San Pietro)  di occuparsi dell'esecuzione dei lavori. I lavori subirono un rallentamento per la prematura morte di Raffaello avvenuta nel 1520 all'età di 37 anni ma ripresero e furono terminati per la parte edilizia (1524-1525) dopo l'elezione di Giulio che divenne il secondo papa della famiglia Medici col nome di Clemente VII (1523). Nei lavori fu impegnato un formidabile gruppo di artisti. Oltre ad Antonio da Sangallo, furono presenti in cantiere Giulio Romano, erede della bottega di Raffaello, che si dedicò alle decorazioni insieme a Baldassarre Peruzzi e Giovan Francesco Penni. Giovanni da Udine si occupò degli stucchi e Baccio Bandinelli delle sculture.
La realizzazione definitiva del progetto, tuttavia, fu irrimediabilmente compromessa dalle vicissitudini che visse lo stato Pontificio sotto il papato di Clemente VII. Nel 1527, infatti, il sacco di Roma ad opera dei Lanzichenecchi di Carlo V, con la complicità della famiglia Colonna, e il conseguente accordo tra il papa e l'imperatore tolsero qualsiasi priorità alla realizzazione dell'ambizioso progetto di Raffaello. Durante questo tragico episodio della storia romana la villa fu saccheggiata e data alle fiamme. Il Vasari racconta che il papa pianse vedendola bruciare dal suo rifugio di Castel Sant'Angelo.
In effetti, il progetto originario era maestoso e complesso e coinvolgeva un'ampia estensione di terreno che sarebbe dovuto degradare con una successione di terrazzi, prospettive rinascimentali e giardini all'italiana fino alle rive del Tevere. Per la realizzazione delle strutture contraffortate fu anche chiesta la collaborazione di Antonio da Sangallo il Vecchio, noto per le sue capacità tecniche nelle fortificazioni.

### Eventi successivi

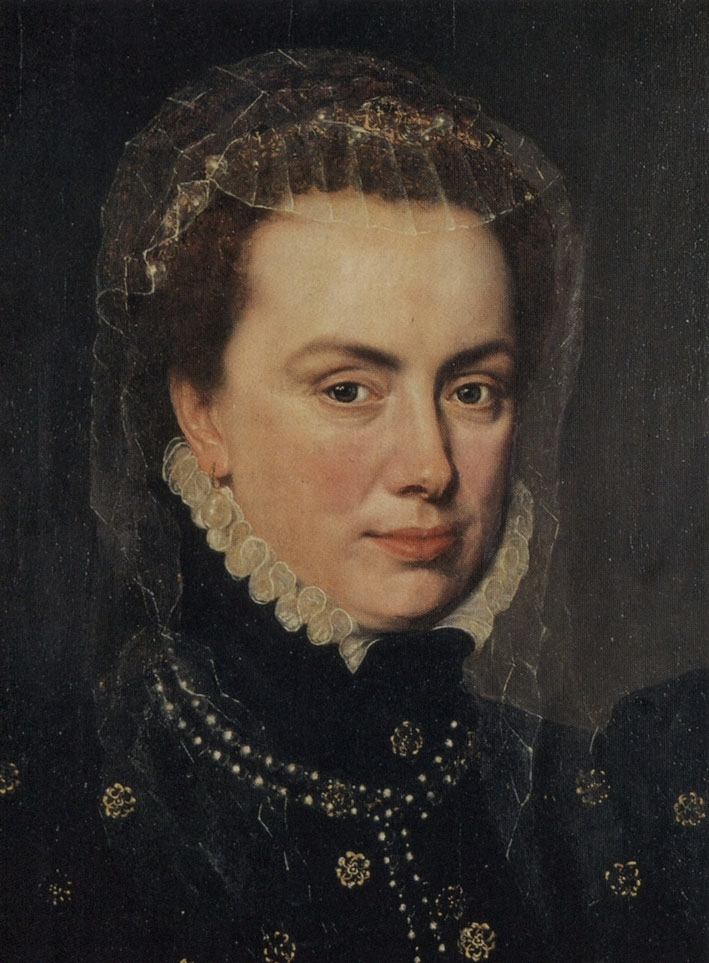
Margherita d'Austria

Dopo la morte di Clemente VII la villa rimase proprietà della famiglia Medici: appartenne dapprima al cardinale Ippolito de' Medici e poi ad Alessandro de' Medici, duca di Firenze, il quale sposò Margherita d'Austria – figlia naturale dell'imperatore Carlo V – al cui appellativo di "Madama" si deve il nome della villa, così come del Palazzo Madama (sede del Senato della Repubblica) e della cittadina di Castel Madama, presso Tivoli. Alla morte di Alessandro, Margherita, rimasta vedova a 15 anni, sposò Ottavio Farnese, duca di Parma e Piacenza e nipote di papa Paolo III.
Alla morte di Margherita la villa passò agli eredi della famiglia Farnese, duchi di Parma e Piacenza, avviandosi ad un lento e progressivo abbandono. Estinta la famiglia Farnese, la villa continuò il suo decadimento passando in eredità al re di Napoli Carlo di Borbone, che la lasciò degradare a proprietà agricola, appannaggio della corona, e spogliare di ogni decorazione artistica. Nel corso dell'Ottocento e i primi del Novecento la villa finì in rovina, venendo adibita a fienile, magazzino agricolo e finanche ad alloggiamento di truppe.
Nel 1913 fu acquistata da Maurice Bergès, un ingegnere di Tolosa, che incaricò del restauro Marcello Piacentini. Nel 1925 fu acquistata dalla ereditiera americana Dorothy Chadwell Taylor, contessa Dentice di Frasso che, in tre anni, completò il progetto di restauro. All'intervento di Piacentini è dovuta la costruzione del secondo piano che la famiglia di Frasso volle il più possibile in armonia con il progetto originario. Su disegno del padre, Pio Piacentini, ispirato probabilmente dai lavori di Bramante a San Pietro e di Antonio da Sangallo il Giovane a Caprarola, Piacentini realizzò la scala elicoidale in travertino in stile rinascimentale che conduce al piano nobile. In epoca moderna furono, altresì, chiuse le arcate della Loggia con ampie vetrate al fine di proteggere le decorazioni delle volte dalle intemperie.
Dorothy e il marito, il conte Carlo Dentice di Frasso, l'arredarono sontuosamente. Ospite della contessa fu anche il giovane attore Gary Cooper. Dorothy dispose la donazione della villa alla persona del Capo del Governo italiano del tempo, Benito Mussolini, il quale immediatamente (1941) la devolse a favore dello Stato, come fu testimoniato da iscrizione in apposita lapide affissa all'interno per oltre 20 anni (permaneva nel 1962, e fu registrata durante restauri del tempo, da parte del Genio Civile di Roma). Attrezzata dallo Stato per i ricevimenti ufficiali, fino agli anni '60 del XX secolo custodiva servizi di porcellane finissime e bicchieri di vetro prezioso, tutto con l'emblema ufficiale dello Stato, includente la corona ed i fasci -  servizi certamente alienati, per fare luogo a meno compromettenti oggetti, per gli ospiti internazionali successivi.
Nel secondo dopoguerra, dopo breve disponibilità della Presidenza del Consiglio dei ministri, che vi svolse alcune riunioni, almeno fino al Governo Scelba, fu fatta assumere in carico al non lontano Ministero degli Esteri, che tuttora la cura e detiene. Nel 2004 l'arredatore italiano Giorgio Pes è stato incaricato dal Ministero di effettuare interventi di decorazione ed arredo dell'interno e in parte degli esterni. Il Ministero degli Esteri utilizza Villa Madama come sede di rappresentanza per ospitare ricevimenti diplomatici, conferenze, convegni o altre attività istituzionali. Il Casale di Villa Madama, che si trova nello stesso comprensorio della Villa, ospita l'Istituto diplomatico "Mario Toscano" dello stesso Ministero.

## Descrizione e influenza

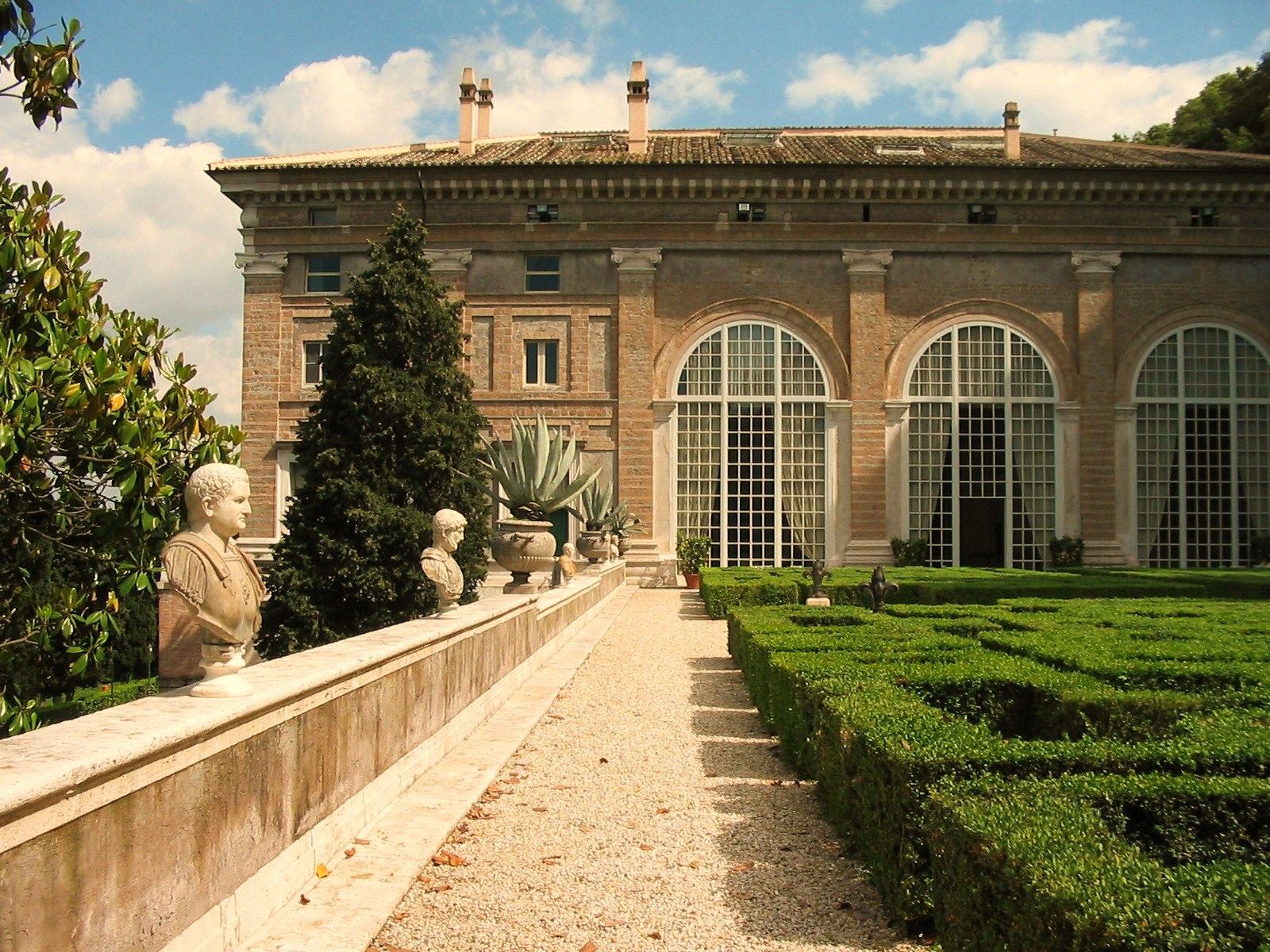
Il giardino all'Italiana con la Loggia di Raffaello

Villa Madama fu una delle ville suburbane sul modello delle ville romane, progettate per svolgervi feste, costruita nel XVI secolo a Roma. Fu ideata con l'intenzione di rivaleggiare con le ville dell'antichità, come quella di Plinio il Giovane, e con le ville contemporanee come quella della Farnesina.
Anche se il progetto non fu portato completamente a termine, con la sua loggia di sicura matrice raffaelliana e il giardino pensile, la villa fu una delle più famose ed imitate del Rinascimento.

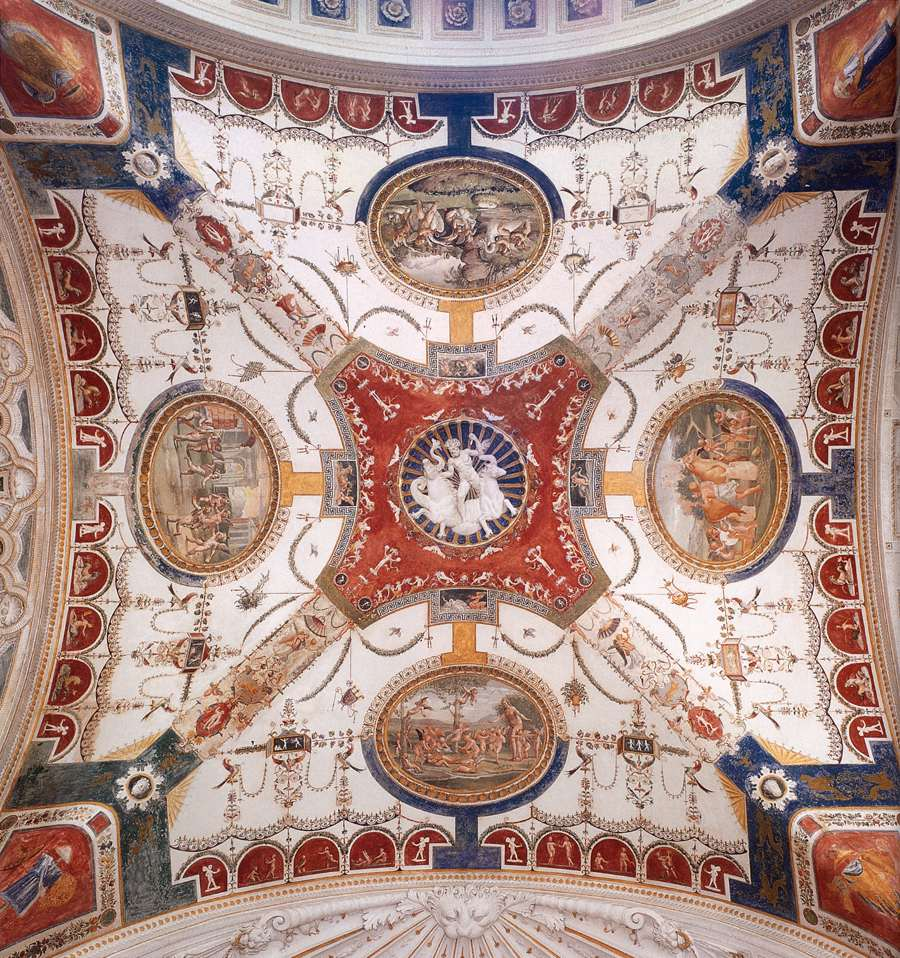
Particolare del soffitto della loggia

La loggia di Raffaello è costituita da tre arcate a tutto sesto che si affacciano sul giardino all'italiana. All'interno, le alte campate, che emulano ed esaltano l'architettura delle terme romane, sono rappresentate ai due lati da volte a crociera e quella centrale da una cupola circolare tutte interamente e straordinariamente decorate dagli stucchi di Giovanni da Udine e dalle pitture di Giulio Romano. Ovunque sono visibili le grottesche che i due artisti utilizzarono dopo averle riscoperte negli scavi della Domus Aurea.

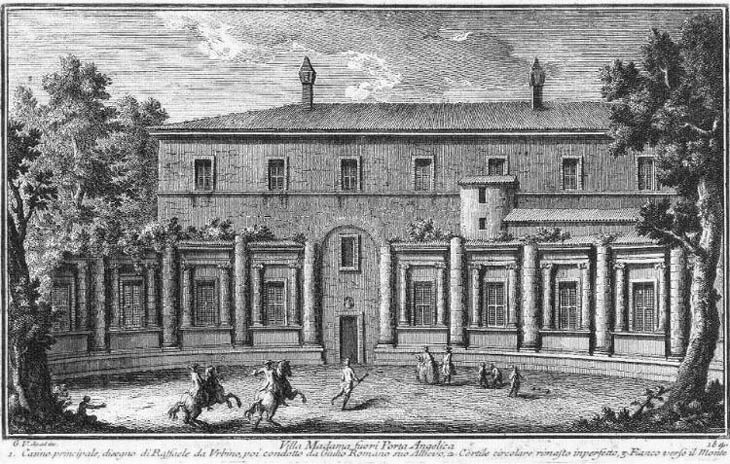
Villa Madama (incisione di Giuseppe Vasi, 1761)

Oltre alla loggia, l'elemento artistico rilevante è il salone con il soffitto a volta, anch'esso magnificamente decorato da Giulio Romano. Di pregevole fattura risultano gli stucchi bianchi del vestibolo d'ingresso datati 1525 e firmati da Giovanni da Udine. I pavimenti sono ovunque in cotto e marmi policromi antichi.
Nel cortile, impreziosito da una scalinata monumentale, è presente una corte circolare attorno alla quale si organizza un giardino all'italiana, un anfiteatro all'aperto scavato nel lato della collina, ed una terrazza, con il panorama sul Tevere.
Nel giardino all'italiana, di fronte alla loggia, possiamo vedere la Fontana dell'elefante di Giovanni da Udine, che commemora l'elefante indiano "Annone", condotto a Roma dall'ambasciatore del Portogallo per la consacrazione di Leone X nel 1514. Un'altra fontana, persa nel tempo ma di cui Giorgio Vasari ci fornisce un'accurata descrizione, era una fonte rustica con grande testa di leone che alludeva a Leone X e che era collocata sul monte. Sotto al giardino pensile insiste una peschiera. Ai lati dell'ingresso, che dalla terrazza introduce al giardino rustico, si trovano due giganti in stucco opera di Baccio Bandinelli.